# Albatro (banda)
Albatro es una banda de 
pop y rock de Rosario, que además fusiona tintes electrónicos y orquestales. La banda surge en el año 2005 cuando sus primeros integrantes, los hermanos Germán y Lisandro, de la mano de su padre Enrique, comenzaron a aprender música, con una guitarra que había en su casa y así con el tiempo, aprendiendo a tocar juntos y a componer decidieron formar una banda, que luego, con el paso de diversos bateristas, conformaron y llamaron Albatro. La banda se fijó por años con Germán López en voces y guitarra, Lisandro en guitarra y coros y su padre Enrique en bajo y coros, mientras que los bateristas iban variando con el tiempo. Durante el año 2007 y 2009, formó parte de la banda Fiama Gagliardi como segunda voz, quien dejó la banda y retornaría más adelante en el año 2014. En el 2010, la banda se consolida con Fede Chieu en batería y más tarde incorporando a Peter Marconi en guitarra, quien ya seguía la banda desde cerca en los shows, detrás del escenario junto a los demás integrantes. Participó en algunos espectáculos y aparece en los videos musicales de "Nunca va a llegar" y la versión "Take on Me". Dejaría la banda a fines del 2014. En plena composición, shows y grabaciones de demos para un nuevo álbum vuelve a la banda Fiama, quien había dejado el grupo en el año 2009. Hace su vuelta oficial en Lennon Bar durante un show reducido donde se presentaron temas clásicos y nuevos temas que formarían parte de un nuevo álbum a futuro.

## Nuevas bandas Much Music 2010
En el año 2010, Albatro gana el concurso de Nuevas Bandas Much Music y viaja a la Ciudad de Buenos Aires para grabar una entrevista y una de sus canciones en vivo, en el estudio "El santito" donde pasaron artistas como Gustavo Cerati, Charly García y Andrés Calamaro. Graban la canción "Todo va a salir muy bien" en vivo y es emitido por el canal Much Music durante los meses de agosto y septiembre. Esto impulsa a la banda a grabar su primer álbum oficial "Todo puede cambiar", después de haber grabado algunas demos.

## Primeras demos y EP
Albatro comienza sus primeros pasos en estudio durante el año 2006, con grabaciones y demos caseras, donde graban sus primeros temas como "La nave", "Seguime la corriente" y "Canción para vos" entre otros. "Un mundo mejor" (2006); "Un round más" (2010) y "Seguime la corriente" (2011), son los primeros EP oficiales de la banda, donde cada año se consolida más su sonido, su estilo y la experiencia en estudio.

### Todo puede cambiar(2012)
El primer álbum oficial de Albatro, que ya posee un trabajo de composición, producción y grabación a nivel de un disco. Se comienza a producir a fines del 2011 y luego en el año 2012, luego de grabado oficialmente, se masteriza en Capital Federal en "El santito" por Mike Odonne. El álbum contiene 12 canciones que varían del pop, pop rock y canciones acústicas. Con temas pegadizos como "Todo va a salir muy bien"; "Mi locura" y "Junto a ti". Tintes orquestales, percusiones y sonidos electrónicos que comienzan a identificar el sonido de Albatro. El disco es presentado oficialmente en el Willie Dixon de Rosario.

### Un largo camino a casa(2013)
En el año 2013, Albatro vuelve al estudio para grabar su segundo álbum oficial esta vez de la mano del sello discográfico independiente "Stars Prods". Con medio año de producción realizada por los mismos integrantes de la banda, se comienza a grabar a mediados del año 2013 con Federico Chieu como técnico de estudio y German y Lisandro López como productores y compositores del mismo. Se lanza en junio de ese mismo año. Posee 14 temas con temas más roqueros como "Contracorriente" y "Mar", temas lentos y pegadizos como "Puedo ser" y "Me perdiste", hasta canciones con sonidos más electrónicos como "Nunca va a llegar" y "Una chica cualquiera". En este disco se pueden escuchar muchos ensambles orquestales y sintetizadores y un sonido más al estilo del pop rock británico. El disco es publicado en Spotify para todo el mundo, y obtiene miles de visitas en distintos sitios web oficiales.

## Discografía

### Demos y EP
- 2006 - Un mundo mejor
- 2010 - Un round más
- 2011 - Seguime la corriente

### Discos oficiales
- 2012 - Todo puede cambiar
- 2013 - Un largo camino a casa

## Integrantes
- German López - Guitarra (2005-2013) y voz (2005-presente).
- Lisandro López - Guitarra y coros (2005-presente).
- Enrique López - Bajo y coros (2005-presente).
- Federico Chieu - Batería (2010-presente).
- Fiama Gagliardi - Segunda voz (2007-2009) y (2014-presente).

## Exintegrantes
- Peter Marconi - Guitarra (2013-2014).

## Sencillos
- Todo va a salir muy bien
- Aparición
- Mi locura
- Nunca va a llegar
- Puedo ser
- Fue un segundo
- Tricolor